# Nils Callerholm (1736–1795)
Nils Callerholm, född 10 november 1736 i Åtvids församling, Östergötlands län, död 2 mars 1795, var en svensk borgmästare och riksdagsman. Han var stamfar för den adliga ätten af Callerholm.

## Biografi
Nils Callerholm föddes 1736 i Åtvids socken. Han var son till kyrkoherden Jonas Callerholm i Åtvids församling. Callerholm blev 1766 landskontorist i Kristianstad, 1767 auskultant i Göta hovrätt och 1775 borgmästare i Kristianstads stad. Han  tilldelades lagmans namn, heder och värdighet 1788 och var riksdagsman för borgarståndet vid riksdagen 1789.

### Familj
Callerholm var gift med Johanna Carolina Ziebeth. De fick tillsammans barnen översten Jonas Gustaf af Callerholm (1772–1831) och häradshövdingen Nils Callerholm (1780–1858) i Hedemora domsaga.